# Mattia Caldara
Mattia Caldara (Bérgamo, 5 de maio de 1994) é um futebolista italiano que atua como zagueiro. Atualmente, joga no Modena.

## Carreira

### Clubes

#### Atalanta
Nascido em Bérgamo, Caldara começou sua carreira na Atalanta, entrando nas categorias de base. Ele jogou pela equipe Primavera de 2011 a 2014 e, em 5 de maio de 2014, fez sua estreia profissional em uma partida da Série A contra o Catania.

#### Trapani
Em 3 de julho de 2014, ele foi emprestado ao Trapani da Serie B para ganhar mais experiência.
Em 14 de agosto, ele fez sua estreia como titular na derrota em casa por 2 a 1 contra o Cremonese na segunda rodada da Coppa Italia. Em 7 de setembro, Caldara fez sua estreia na Série B substituindo Enis Nadarevic aos 62 minutos de uma vitória em casa por 2 a 1 sobre o Vicenza. Em 13 de setembro, ele jogou sua primeira partida inteira na Série B em uma vitória por 2 a 1 contra o Cittadella. Em 16 de maio, Caldara marcou seu primeiro gol profissional aos 96 minutos de um empate por 1-1 contra o Avellino. Em 22 de maio, ele marcou seu segundo gol aos 49 minutos de uma vitória por 2 a 1 sobre o Pro Vercelli.
Caldara encerrou seu empréstimo de uma temporada ao Trapani com 21 jogos e 2 gols.

#### Cesena
Em 10 de julho de 2015, Caldara foi contratado pelo Cesena da Série B.
Em 9 de agosto, ele fez sua estreia pelo Cesena em uma vitória em casa por 4 a 0 sobre o Lecce na segunda rodada da Coppa Itália. Em 5 de setembro, ele fez sua estreia na Serie B em uma vitória por 2 a 0 contra o Brescia. Em 21 de novembro, Caldara marcou seu primeiro gol pelo Cesena aos 28 minutos de um empate por 1-1 contra o Vicenza.
Em 8 de dezembro, ele foi expulso após dois cartões amarelos em um empate por 0-0 contra o Trapani. Em 19 de dezembro, ele marcou seu segundo gol aos 78 minutos de uma vitória por 4 a 0 sobre o Ternana. Em 23 de janeiro, ele marcou seu terceiro gol aos 57 minutos de uma vitória por 2 a 0 sobre o Virtus Entella. Em 7 de março, Caldara foi expulso pela segunda vez após dois cartoões amarelos aos 27 minutos de uma derrota por 2–1 contra o Salernitana.
Caldara encerrou seu empréstimo ao Cesena com 29 jogos, todos como titular, e 2 gols.

#### Retorno a Atalanta
Depois de impressionar o recém-nomeado técnico Gian Piero Gasperini durante a pré-temporada, Caldara cimentou uma vaga no primeiro time para a temporada de 2016-17. No 3-4-3 favorito do técnico, ele começou a jogar no meio da defesa.
Em 2 de outubro, ele fez sua estreia na Serie A em uma vitória por 1 a 0 sobre o Napoli. Em 26 de outubro, Caldara marcou seu primeiro gol pela Atalanta aos 60 minutos de uma vitória por 1 a 0 sobre o Pescara. Em 6 de novembro, ele marcou seu segundo gol pela Atalanta aos 24 minutos de uma vitória por 3 a 0 sobre o Sassuolo. Em 20 de novembro, ele marcou seu terceiro gol aos 62 minutos de uma vitória por 2-1 contra a Roma.

### Juventus
Em 12 de janeiro de 2017, a Juventus anunciou que contratou Caldara em um contrato de quatro anos e meio por uma taxa de transferência inicial de € 15 milhões, aumentando para um potencial de € 25 milhões. A transação incluiu também um empréstimo para a Atalanta até 30 de junho de 2018.
Após o fim do seu contrato de empréstimo, Caldara mudou-se para Turim, sendo oficialmente apresentado como jogador da Juventus e recebendo a camisa de número 13. Ele fez sua única partida pela Juventus em 25 de julho de 2018, um amistoso da International Champions Cup contra o Bayern de Munique, substituindo o capitão Giorgio Chiellini aos oito minutos do segundo tempo.

### Milan
Em 2 de agosto de 2018, Caldara assinou com o Milan em um contrato de cinco anos em um negócio de € 35 milhões, com Leonardo Bonucci se movendo na direção oposta em um negócio semelhante. Apesar de não ter podido escolher o 13 como número da camisa para homenagear Alessandro Nesta, ele optou pelo número 33, citando sua admiração por Thiago Silva. Em seu primeiro mês no Milan, ele lutou para se adaptar a uma linha de defesa de quatro homens com marcação por zona, tendo jogado a maior parte de sua carreira em equipes que utilizavam uma defesa de três homens com marcação homem-a-homem.
Em 20 de setembro de 2018, Caldara fez sua estreia oficial pelo Milan, jogando como titular ao lado de Alessio Romagnoli em uma partida da Liga Europa contra o F91 Dudelange. No entanto, ele não jogou em outubro, lutando contra pequenas lesões que afetaram sua condição física. Mais tarde naquele mês, ele sofreu uma ruptura do tendão de Aquiles, que o deixou de fora até fevereiro de 2019. Em abril, alguns dias depois da derrota na semifinal da Coppa Italia por 1 a 0 para a Lazio, na qual Caldara jogou por 65 minutos como titular, ele rompeu o ligamento cruzado anterior esquerdo e ficou afastado dos campos por mais de 6 meses.
Antes da temporada de 2019-20, Caldara deu sua camisa número 33 para Rade Krunić e mais tarde decidiu pelo número 31. Depois de se recuperar da sua lesão, ele retomou aos treinos em 9 de outubro de 2019, que coincidiu com o primeiro dia de Stefano Pioli como treinador do Milan. No entanto, como Pioli ainda estava relutante em incluir Caldara nas primeiras escalações da equipe após sua recuperação total, ele apresentou um pedido de empréstimo ou transferência no início de janeiro de 2020.

#### Volta para a Atalanta
Em 12 de janeiro de 2020, foi anunciado que Caldara ingressou na Atalanta por empréstimo até junho de 2021. Três dias depois, ele fez sua estreia pós-retorno pela Atalanta, jogando por 77 minutos na derrota por 1 a 0 contra a Fiorentina na Coppa Italia. Em 19 de fevereiro de 2020, Caldara fez sua estreia na Champions League, jogando por 75 minutos como titular na vitória por 4-1 contra o Valencia.

#### Venezia
Em 9 de agosto de 2021, foi anunciado como novo reforço do clube italiano Venezia com um empréstimo de uma temporada.

### Spezia
Em 17 de julho de 2022, Caldara foi anunciado pelo Spezia, por empréstimo.

### Seleção
Em junho de 2017, Caldara foi incluído na seleção italiana sub-21 para a disputa do Campeonato Europeu de Futebol Sub-21 de 2017 pelo técnico Luigi Di Biagio. A Itália foi eliminada pela Espanha nas semifinais.
Caldara fez sua estreia internacional pela Seleção Italiana sob o comando de Roberto Mancini em um amistoso contra a França em Nice em 1 de junho de 2018.

## Estilo de jogo
Caldara é um zagueiro alto e fisicamente forte, contribuindo defensivamente e ofensivamente. Embora seja capaz de jogar em uma defesa quatro, ele se sente mais confortável e confiante no meio de uma defesa três, como em formações 3-4-3 ou 3-5-2. Na Atalanta, enquanto jogava sob o comando de Gian Piero Gasperini, ele teve permissão para fazer jogadas de ataque ocasionais e estar presente em todas as bolas paradas, o que o ajudou a marcar 10 gols em apenas duas temporadas. Taticamente, Caldara citou Alessandro Nesta como a maior inspiração, em homenagem a ele escolheu a 13 como seu número de camisa várias vezes.

## Estatísticas

### Clubes
Atualizada em 25 de abril de 2021.
| Clube                 | Temporada         | Liga              | Liga  | Liga | Copa  | Copa | Europa | Europa | Outros | Outros | Total | Total |
| Clube                 | Temporada         | Divisão           | Jogos | Gols | Jogos | Gols | Jogos  | Gols   | Jogos  | Gols   | Jogos | Gols  |
| --------------------- | ----------------- | ----------------- | ----- | ---- | ----- | ---- | ------ | ------ | ------ | ------ | ----- | ----- |
| Atalanta              | 2013–14           | Série A           | 1     | 0    | 0     | 0    | –      | –      | –      | –      | 1     | 0     |
| Trapani (empréstimo)  | 2014–15           | Série A           | 20    | 2    | 1     | 0    | –      | –      | –      | –      | 21    | 2     |
| Cesena (empréstimo)   | 2015–16           | Série A           | 27    | 3    | 2     | 0    | –      | –      | –      | –      | 29    | 3     |
| Atalanta              | 2016–17           | Série A           | 30    | 7    | 1     | 0    | –      | –      | –      | –      | 31    | 7     |
| Atalanta              | 2017–18           | Série A           | 24    | 3    | 2     | 0    | 8      | 0      | –      | –      | 34    | 3     |
| Atalanta              | Total             | Total             | 55    | 10   | 3     | 0    | 8      | 0      | –      | –      | 66    | 10    |
| Milan                 | 2018–19           | Série A           | 0     | 0    | 1     | 0    | 1      | 0      | –      | –      | 2     | 0     |
| Atalanta (empréstimo) | 2019–20           | Série A           | 14    | 0    | 1     | 0    | 3      | 0      | –      | –      | 18    | 0     |
| Atalanta (empréstimo) | 2020–21           | Série A           | 6     | 0    | 2     | 0    | 1      | 0      | –      | –      | 9     | 0     |
| Atalanta (empréstimo) | Total             | Total             | 20    | 0    | 3     | 0    | 4      | 0      | –      | –      | 27    | 0     |
| Venezia (empréstimo)  | 2021–22           | Série A           | —     | —    | —     | —    | —      | —      | —      | —      | —     | —     |
| Total da carreira     | Total da carreira | Total da carreira | 122   | 15   | 10    | 0    | 13     | 0      | 0      | 0      | 145   | 15    |

### Seleção
| Ano  | Jogos | Gols |
| ---- | ----- | ---- |
| 2018 | 2     | 0    |

## Vida pessoal
Caldara tem um relacionamento de longa data com Nicole Nessi, uma companheira de sua cidade natal, Bergamo. No dia 10 de junho de 2020, o casal deu as boas-vindas ao filho primogênito Alessandro. Em setembro de 2018, Caldara se matriculou na LUISS Sport Academy para obter um diploma de bacharel em economia e gestão.